# 高田彪我
高田彪我（2001年10月23日—）是日本的歌手、演员，出生于东京都。 其经纪公司是星塵傳播，并隶属于樱花蘑菇和惠比寿学园男子部两个团体。

## 职业简历
- 2012年5月，在原宿被星探发掘，开始以私立惠比寿学园男子部成员身份从事演艺时活动。[1][2]

- 2014年，与同为私立惠比寿学园男子部的成员田中雅功结成日式民谣二重唱（日语：フォークデュオ）组合（后改名为“樱花蘑菇”），开始音乐活动。

- 2015年3月，“樱花蘑菇”以独立乐队的身份展开首次演出。[3]

- 2015年10月，首次出演电视剧《朝5晚9～愛上我的帥和尚～》，[4] 因其以伪娘角色出演而引发讨论。[5]

## 个人生活
自小学六年级开始爱好弹吉他， 擅长跳舞、扮鬼脸。

## 演出作品
此部分介绍的是以髙田彪我个人身份出演的作品。以私立惠比寿学园男子部身份的演出作品，请参见私立惠比寿学园男子部；以樱花蘑菇身份的演出作品，请参见樱花蘑菇。

### 电视剧
- 《朝5晚9～愛上我的帥和尚～》（2015年，富士电视台）——饰：里中由希[4]
- 《家族的形式》（2016年，TBS电视台）——饰：永里浩太[7]
- 連續電視小說《歡迎回來百音》(2021年，NHK)——饰：早坂悠人 [8]

### 综艺节目
- （TBS电视台2016年1月17日播出）[9]

### 电影
- 《无始无终》（始まりも終わりもない）（2013年上映）

### 广告
- 荣光学习塾（日语：栄光ゼミナール）（2012年10月-2015年8月代言）